# Eastcheap
Eastcheap est une rue de Londres.

## Situation et accès
Elle rejoint Gracechurch Street et King William Street, à son extrémité ouest, et Great Tower Street à son extrémité est.

## Origine du nom
Le nom de la rue fait référence à un marché (en vieil anglais : chepe) qui se tenait à cet endroit.

## Historique
Elle fut naguère longée de boucheries dont les déchets carnés étaient transportés par chariot vers la Tamise.
De nos jours, elle est bordée par de nombreuses églises et bâtiments de style victorien.

## Bâtiments remarquables et lieux de mémoire

L'intérieur de l'église St Margaret Pattens, dans Eastcheap (2015).